# Trachycorystes
Trachycorystes — рід риб з підродини Auchenipterinae родини Auchenipteridae ряду сомоподібних. Має 4 види. Наукова назва походить від грецьких слів trachys, тобто «грубий», «жорсткий», та choristes, «вояк з шоломом».

## Опис
Загальна довжина представників цього роду коливається від 6,1 до 35 см. Голова широка, сплощена зверху, вкрита жорсткими пластинами, завдяки чому в цілому нагадує своєрідний шолом. Звідси походить назва цих сомів. Очі маленькі. Є 3 пари доволі довгих вусів. Верхня щелепа трохи довша за нижню. Тулуб масивний, кремезний. Спинний плавець високо піднято, він помірно широкий, з короткою основою. Жировий плавець невеличкий. Грудні та черевні плавці широкі, з розділеними променями. Анальний плавець помірно довгий. Хвостовий плавець широкий, зубчастий.
Забарвлення темних кольорів, переважають чорний та коричневий.

## Спосіб життя
Воліють до прісних водойм. Є демерсальними рибами. Дорослі особини ведуть хижацький спосіб життя — полюють на водних безхребетних та дрібних риб.
У цього роду сомів відбувається внутрішнє запліднення. Але щодо процесу розмноження все ще замало відомостей.

## Розповсюдження
Мешкають у річках Бразилії, зокрема, Амазонці, Гаяни (річка Ессекібо), Венесуели (басейн Оріноко).

## Види
- Trachycorystes cratensis
- Trachycorystes menezesi
- Trachycorystes porosus
- Trachycorystes trachycorystes